# 十九锗化十一铬
十九锗化十一铬是一种无机化合物，化学式为Cr11Ge19，它具有非中心对称的结构。

## 制备
十九锗化十一铬可由铬和锗的单质在碘的存在下按45:55（mol%）于高温通过化学气相传输反应得到：
11 Cr + 19 Ge → Cr11Ge19
它也可由富锗熔体的包晶反应生成。

## 结构及性质
十九锗化十一铬是四方晶系晶体，晶胞参数a=5.80, b=52.34, c=4.76，和Mn11Si19同构。它具有铁磁性，居里温度88 K。
它在928 °C以下稳定。